# Банкс (округ)
Банкс (англ. Banks County) — округ штата Джорджия, США. Население округа на 2000 год составляло 14422 человек. Административный центр округа — город Хомер.

## История
Округ Банкс основан в 1858 году.

## География
Округ занимает площадь 606.1 км2.

## Демография
Согласно Бюро переписи населения США, в округе Банкс в 2000 году проживало 14422 человек. Плотность населения составляла 23.8 человек на квадратный километр.